# 47171 Lempo
47171 Lempo (designação provisória 1999 TC36) é um sistema que compreende três objetos transnetunianos que está localizado no cinturão de Kuiper, uma região do Sistema Solar. Está classificado como um plutino, pois, ele tem uma ressonância orbital de 3:2 com o planeta Netuno. Ele possui uma magnitude absoluta de 5,0 e tem um diâmetro com cerca de 310 km. O astrônomo Mike Brown lista este corpo celeste em sua página na internet como um candidato a possível planeta anão. Este corpo celeste recebeu o nome de Lempo, um deus demoníaco da mitologia finlandesa.
Os outros dois componentes do sistema trinário, Paha e Hiisi, foram descobertos em 2001 e 2007, respectivamente, e posteriormente nomeados em homenagem aos dois espíritos demoníacos seguidores de Lempo, Paha e Hiisi.

## Descoberta
47171 Lempo foi descoberto no dia 1 de outubro de 1999 pelos astrônomos Eric P. Rubenstein e Louis-Gregory Strolger através do Observatório Nacional de Kitt Peak (KPNO). O Dr. Rubenstein estava procurando imagens tiradas pelo Dr. Strolger dentro do programa de pesquisa Low-Z Supernova.

## Características físicas
47171 Lempo é um sistema triplo que consiste em um primário (o que em si mesmo é um objeto binário) e uma pequena lua (componente B). As observações combinadas feitas em infravermelho pelo Telescópio Espacial Spitzer, Observatório Espacial Herschel e Telescópio Espacial Hubble (HST) tornaram possível a estimativa dos diâmetros dos componentes e consequentemente estas estimativas proporcionaram uma gama de possíveis valores para densidade do conjunto do sistema. O diâmetro, tomado como se fosse um só corpo (o tamanho efetivo do sistema), de 47171 Lempo está agora estimado em 393,1+25,2
−26,8 km.
A estimada baixíssima densidade de apenas 0,3–0,8 g/cm3 obtida em 2006 (quando se pensava que o sistema era binário), precisava que o sistema tivesse uma incomum e alta porosidade de cerca de 50% a 75%, assumindo uma mistura igual de gelo e rochas. A medição direta das flutuações da luz dos três componentes do sistema, fornecidas em 2009 pelo HST, deram como resultado uma densidade média de 0,532+0,317
−0,211 g/cm3, confirmando as primeiras impressões sobre este objeto que é, provavelmente, um conglomerado de entulho. A densidade foi revista em alta, com o novo dado de 0,64+0,15
−0,11 g/cm3 em 2012, quando estiveram disponíveis os novos dados obtidos pelo Herschel. A densidade do sistema em conjunto ficava em um intervalo de 1–2 g/cm3, o que significa uma porosidade que iria de 36% a 68%, confirmando uma vez que o objeto é um conglomerado de entulho.
47171 Lempo tem umas linhas espectrais muito marcadas em vermelho na faixa da luz visível e um espectro plano no infravermelho próximo. Há uma fraca linha de absorção próximo do comprimento de onda de 2 μm, provavelmente causada pela presença de gelo de água. O melhor modelo que reproduz o espectro do sistema incluiria tolinas, gelo cristalino de água e serpentinas como materiais da superfície.

## Órbita
A órbita de 47171 Lempo tem uma excentricidade de 0,223 e possui um semieixo maior de 39,334 UA. O seu periélio leva o mesmo a uma distância de 30,555 UA em relação ao Sol e seu afélio a 48,114 UA. 47171 Lempo está atualmente a apenas 30,7 UA em relação ao Sol, e está entre os TNOs mais brilhantes.

## Sistema trinário
Em 2009, uma análise feita com o Hubble mostrou que o primário era realmente composto por dois componentes de tamanho semelhante. Estes dois componentes têm um semieixo maior de 867 km e um período de 1,9 dias. Foram considerados que ambos têm albedos iguais, de 0.079, os componentes do primário têm uns diâmetros aproximados de A1=272+17
−19 km e A2=251+16
−17 km. O componente B, Hiisi, orbita o baricentro do sistema de A1+A2. A massa do sistema foi estimada através de observação do movimento do componente B, que é de 12,75 ± 0,06 x 1018 kg. O movimento orbital dos componentes A1 e A2 dá uma estimativa mais alta, de 14,20 ± 0,05 x 1018 kg. Esta discrepância é provavelmente devido às interações não contabilizadas dos componentes deste complexo sistema triplo.

### Paha
Paha, foi descoberto em 8 de dezembro de 2001 por C. A. Trujillo e Mike Brown, graças ao uso do Telescópio Espacial Hubble e sua descoberta foi anunciada em 10 de janeiro de 2002, o satélite tem um diâmetro estimado de 132+8
−9 kme um semieixo maior de 7.411 ± 12 km, orbita o corpo primário em 50,302 ± 0,001 dias Estima-se que a massa desta lua é de apenas 0,75 x 1018 kg.

### Hiisi
Em 2009, análise das imagens do Hubble revelou que o primário é, ele próprio, um sistema binário composto por dois componentes de tamanho similar. Enquanto o primeiro componente (A1) manteve o nome Lempo, o segundário, o novo componente (A2), provisoriamente designado S/2007 (47171) 1, foi posteriormente denominado Hiisi.

## Origem
Existem duas hipóteses principais para explicar a formação do sistema triplo de 47171 Lempo. A primeira basearia a formação do sistema através de uma grande colisão e posterior concentração do material do disco de criação. A segunda hipótese é baseada na captura gravitacional de um terceiro corpo por parte de um sistema binário preexistente. Os tamanhos semelhantes dos componentes A1 e A2 dão mais peso a esta segunda hipótese.

## Exploração
47171 Lempo foi sugerido como possível alvo para a New Horizons 2, esta sonda foi proposta para um projeto de uma sonda gêmea da New Horizons que sobrevoaria Júpiter, Urano e quatro KBOs.